# Bukit Baru
Bukit Baru – miasto w Malezji, w stanie Malakka. Według danych szacunkowych na rok 2008 liczy 56 486 mieszkańców. Ośrodek przemysłowy.